# Мелба (Ајдахо)
Мелба (енгл. Melba) град је у америчкој савезној држави Ајдахо.

## Демографија
По попису из 2010. године број становника је 513, што је 74 (16,9%) становника више него 2000. године.
| Група             | 2000.       | 2010.       |
| Белци             | 366 (83,4%) | 375 (73,1%) |
| Афроамериканци    | 0 (0,0%)    | 1 (0,2%)    |
| Азијати           | 1 (0,2%)    | 1 (0,2%)    |
| Хиспаноамериканци | 64 (14,6%)  | 126 (24,6%) |
| Укупно            | 439         | 513         |